# Крістер Бйоркман
Крістер Самуель Бйоркман (швед. Christer Samuel Björkman, нар. 25 серпня 1957) ― шведський співак та виробничий продюсер Melodifestivalen, шведського національного відбору на Євробачення, у 2002—2021 роках. Представляв Швецію на Пісенному конкурсі Євробачення 1992 в Мальме.

## Біографія
Крістер Бйоркман народився у м. Бурос, Швеція. До початку музичної кар′єри був перукарем, у 1980-1987 роках мав власний перукарський салон у рідному місті. Музичну кар′єру почав у середині 1980-х років, коли випустив декілька перших синглів.

## Кар'єра
Професійного розвитку Крістер Бйоркман досяг у 1992 році, коли завдяки перемозі на Мелодіфестівален з піснею «I Morgon är En Annan Dag» (укр. Завтра буде інший день) вдалося стати представником Швеції на Пісенному конкурсі Євробачення 1992 року, що пройшов того року в рідній країні співака, у місті Мальме. На конкурсі Бйоркман посів 22 (з 23-х) місце. Пізніше був учасником Мелодіфестівален ще два рази: 1993 року з піснею «Välkommen till livet» (укр. Ласкаво просимо до життя) та 1999 року з піснею «Välkommen hem» (укр. Ласкаво просимо додому), проте високих результатів співаку досягти не вдалося.

### Продюсування
2002 року Бйоркман став супервізором Мелодіфестувалену й був ним до 2021 року включно.

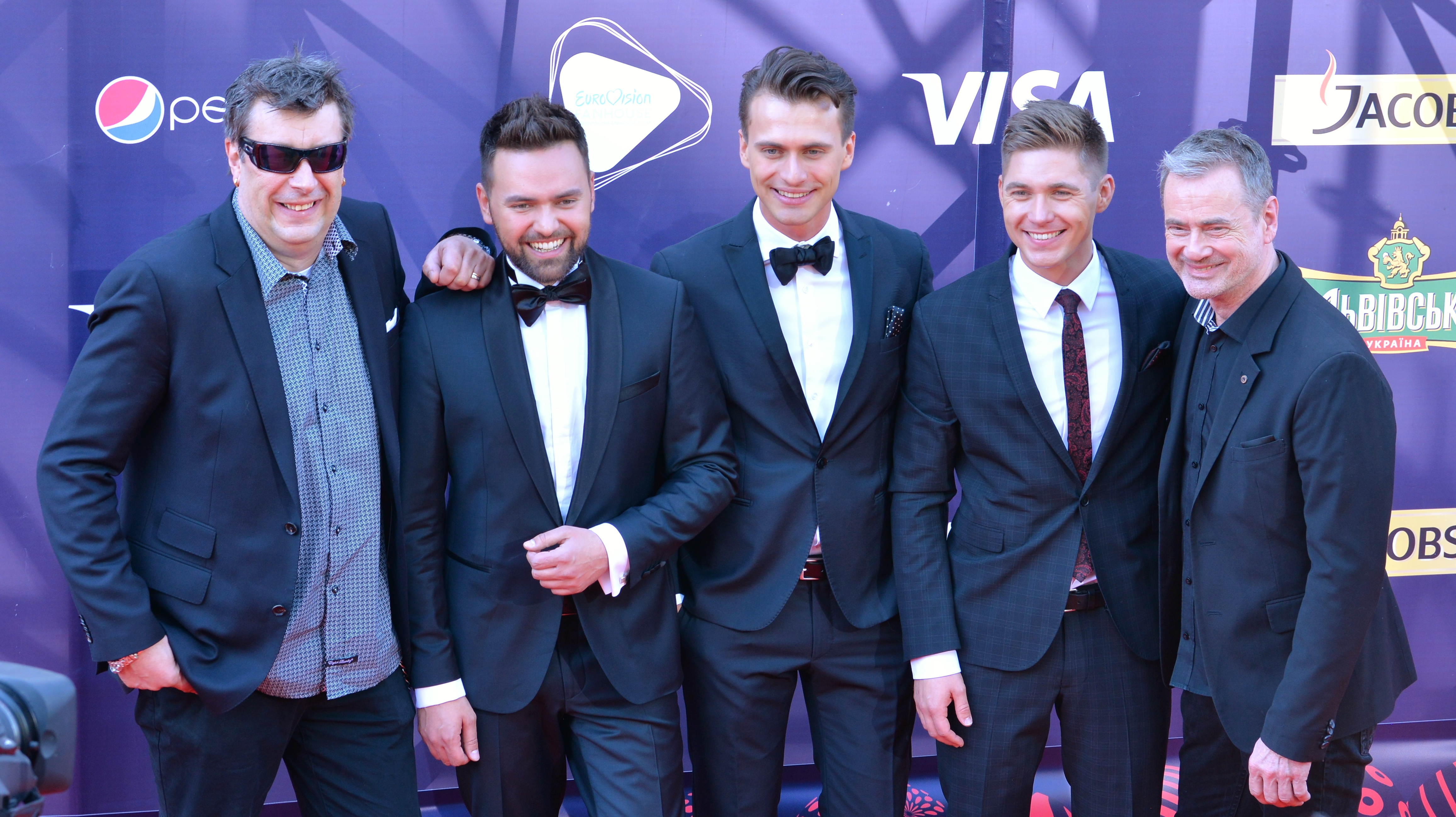
Ола Мельціг та Крістен Бйоркман з українськими ведучими на церемонії відкриття Євробачення 2017 у Києві

Крістер виступив шоу-продюсером Пісенного конкурсу Євробачення 2013, який відбувся у Мальме після перемоги у 2012 році Лорін з піснею «Euphoria». У подальшому був продюсером Євробачення 2016 року, коли Монс Сельмерлев у 2015 приніс ще одну перемогу Швеції зі своєю піснею «Heroes», та 2018 року, коли конкурс пройшов у Лісабоні, Португалія. Також був співорганізатором Пісенного конкурсу Євробачення 2017 у Києві та Євробачення 2019 у Тель-Авіві, Ізраїль.
Окрім цього, Бйоркман у 2021 році став одним із ведучих Мелодіфестівалену.

### Суддівство
Неодноразово виступав членом журі у подіях, повязаних з Євробаченням. Так, у 2016 році Бйоркман був одним із учасників експертної групи на національному відборі Бельгії на Євробачення Eurosong 2016. Того ж року став експертним суддею на Дитячому пісенному конкурсі Євробачення 2016, що пройшов у столиці Мальти, Валетті. 2017 року виступив одним із членів команди, що займалася попереднім прослуховуванням конкурсантів для національного відбору Кіпру на Пісенний конкурс Євробачення 2018, на якому країну в підсумку представила Елені Фурейра, що здобула для країни найкращий результат за всю історію участі (2 місце). 2019 року Бйоркман був суддею албанського Festivali i Këngës 58, де перемогла Йоніда Малічі, а також австралійського відбору Australia Decides, коли країну представила Кейт Міллер-Гайдке, що посіла 9 місце на Євробаченні. Того ж року був суддею другого півфіналу французького Destination Eurovision 2019, зокрема разом з Міколашем Йозефом та Зої.

### Американський пісенний конкурс
У 2019 році стало відомо, що Крістер Бйоркман, Андерс Ленгофф та Ола Мельціг придбали права від ЄМС на американський формат Євробачення і стануть його продюсерами. Пізніше було повідомлено, що прем′єра Американського пісенного конкурсу запланована на 2022 рік.

## Особисте життя
Крістен Бйоркман є відкритим геєм. З 2000 року перебуває у шлюбі з Мартіном Кагемарком, з яким познайомився 1997 року під час створення мюзиклу «West Side Story» (укр. Вестсайдська історія).

## Дискографія
| Назва                      | Рік  | Лейбл              |
| -------------------------- | ---- | ------------------ |
| «Våga Och Vinn»            | 1985 | Glen Disc          |
| «I Morgon Är En Annan Dag» | 1992 | Columbia           |
| «Christer Björkman»        | 1999 | BMG sweden, Ariola |
| «Souvenirs D'Amour»        | 2003 | M&L Records        |

| Назва       | Рік  | Лейбл     |
| ----------- | ---- | --------- |
| «Livsutopi» | 1984 | Glen Disc |

| Назва                                                   | Рік  | Лейбл                   |
| ------------------------------------------------------- | ---- | ----------------------- |
| «Våga Och Vinn»                                         | 1985 | Glen Disc               |
| «Om Du Behöver Mig»                                     | 1992 | Columbia                |
| «I Morgon Är En Annan Dag»                              | 1992 | Columbia                |
| «Förälskad Igen»                                        | 1992 | Columbia                |
| «Banne Mej - Livet - Jag Ger Mig Inte»                  | 1993 | Columbia                |
| «Om Hösten»                                             | 1993 | LadyBird Records        |
| «Välkommen Till Livet»                                  | 1993 | Columbia                |
| «Kom Låt Oss Älska Nu»                                  | 1999 | BMG Sweden, Ariola      |
| «Välkommen Hem»                                         | 1999 | BMG Sweden, Ariola      |
| «Döda Mig I Morgon»                                     | 1999 | BMG Sweden, Ariola      |
| «La Vie (This Is My Life)» (у співпраці з Miss Engfors) | 2003 | Lionheart International |
| «Les Mots» (разом з Shirley Clamp)                      | 2003 | M&L Records             |
| «Marcia Baila»                                          | 2003 | M&L Records             |